# Poppengrund
Poppengrund ist ein Gemeindeteil der Stadt Schwarzenbach am Wald im Landkreis Hof (Oberfranken, Bayern). Poppengrund liegt in der Gemarkung Meierhof.

## Geografie
Der Weiler liegt an einem namenlosen rechten Zufluss der Zegast. Die Kreisstraße HO 28 tangiert den Ort nördlich und verläuft nach Meierhof (0,5 km südwestlich) bzw. nach Straßdorf zur Staatsstraße 2194 (1,7 km östlich).

## Geschichte
Poppengrund gehörte zur Realgemeinde Meierhof. Gegen Ende des 18. Jahrhunderts bestand Poppengrund aus zwei Anwesen. Die Hochgerichtsbarkeit hatten das bayreuthische Verwaltungsamt Schwarzenbach am Wald, das Rittergut Schwarzenstein, Rittergut Schwarzenbach und das Rittergut Lippertsgrün gemeinsam inne. Grundherren waren das Verwaltungsamt Schwarzenbach (1 Gut) und das Rittergut Lippertsgrün (1 Frongütlein).
Von 1797 bis 1810 unterstand Poppengrund dem Justiz- und Kammeramt Naila. Infolge des Ersten Gemeindeedikts wurde Poppengrund dem 1812 gebildeten Steuerdistrikt Schwarzenbach am Wald und der zugleich entstandenen Ruralgemeinde Meierhof zugewiesen. Am 1. Januar 1972 wurde Poppengrund im Zuge der Gebietsreform in Bayern nach Schwarzenbach eingegliedert.

### Einwohnerentwicklung
| Jahr      | 001799 | 001819 | 001861 | 001871 | 001885 | 001900 | 001925 | 001950 | 001961 | 001970 | 001987 |
| Einwohner | 5      | 12     | 17     | 17     | 19     | 13     | 11     | 14     | 16     | 17     | 11     |
| Häuser    | 2      |        |        |        | 2      | 2      | 2      | 2      | 3      |        | 3      |
| Quelle    | [ 9 ]  | [ 6 ]  | [ 10 ] | [ 11 ] | [ 12 ] | [ 13 ] | [ 14 ] | [ 15 ] | [ 16 ] | [ 17 ] | [ 1 ]  |

## Religion
Poppengrund ist evangelisch-lutherisch geprägt und bis heute nach Schwarzenbach am Wald gepfarrt.